# Война Израиля с «Хезболлой» (с 2024 года)
Война Израиля с группировкой «Хезболла», или Третья ливанская война (в Израиле также известна как операция «Стрелы севера» (ивр. חיצי הצפון‎, Хице́й ха-цафо́н)) — вооружённый конфликт между Армией обороны Израиля (ЦАХАЛ) и «Хезболлой», начавшийся 23 сентября 2024 года с бомбардировки территории Ливана, а в ночь на 1 октября было начато сухопутное вторжение израильской армии в Ливан.
27 ноября 2024 года Израиль временно прекратил военные действия в Ливане против «Хезболлы». 22 марта 2025 года Израиль возобновил боевые действия против «Хезболлы» в ответ на обстрел израильской территории со стороны Ливана.

## Предыстория
В октябре 2023 года, вскоре после нападения боевиков ХАМАС на приграничные районы Израиля и последовавшего начала войны в секторе Газа, ливанская группировка «Хезболла» выступила на стороне ХАМАС и объявила Израилю войну. В течение года боевики «Хезболлы» регулярно обстреливали северные районы Израиля, вынуждая израильское население эвакуироваться. В сентябре 2024 года, незадолго до начала военной операции, в Ливане произошли массовые взрывы коммуникационных устройств «Хезболлы».

## Цели операции
Начальник Генштаба Израиля генерал-лейтенант Герци Халеви обозначил целью уничтожение боевой инфраструктуры, используемой боевиками «Хезболлы», а также создание условий для возвращения эвакуированных жителей северных районов Израиля в свои дома. 1 октября представитель ЦАХАЛ подполковник Даниэль Хагари заявил, что израильская армия начала наземные операции в Южном Ливане, чтобы предотвратить новые угрозы от «Хезболлы» и обеспечить безопасность жителей севера страны.
По данным ABC, ключевой целью наземной операции Израиля на юге Ливана является хребет примерно в трех милях (4,8 км) к северу от границы. Оттуда «Хезболла» имеет возможность атаковать Израиль, в том числе противотанковыми ракетами.

## Задействованные силы и средства
Точечные бомбардировки на территории Ливана совершают истребители-бомбардировщики F-15I «Ra’am» 69-й эскадрильи «Ха-Патишим» ВВС Израиля, действующие с авиабазы «Хацерим».
Первой границу с Ливаном пересекла 98-я резервная воздушно-десантная дивизия «Ха-Эш» в составе 35-й воздушно-десантной бригады «Цанханим», 89-й бригады специального назначения «Оз» и приданной 7-й бронетанковой бригады «Саар ми-Голан» из состава 36-й бронетанковой дивизии. Вместе с частями дивизии действуют группы инженерного спецназа «Яхалом».
2 октября командование ЦАХАЛ мобилизовало и направило в южные районы Ливана части, входящие в состав 36-й бронетанковой дивизии «Гааш». Конкретно упоминаются 1-я пехотная бригада «Голани», 6-я резервная пехотная бригада «Эциони», 282-я артиллерийская бригада «Голан» и 188-я бронетанковая бригада «Барак». Вместе с частями дивизии действует 636-й батальон разведки «Ницан» из Корпуса сбора боевых разведывательных данных.
6 октября на юг Ливана вошли части 91-й территориальной дивизии «Ха-Галиль», включая бойцов 3-й резервной пехотной бригады «Александрони», 8-й резервной бронетанковой бригады «Ха-Закен» и 228-й пехотной бригады «Алон» (она же «Северная бригада Нахаля»). Вместе с частями дивизии действуют подразделения антитеррористического спецназа ЛОТАР, а также 869-й батальон тактической разведки «Шахаф». 769-я территориальная бригада «Хирам» наряду с обороной своего сектора израильско-ливанской границы проводит операции в южной части Ливана.
7 октября в западные районы Ливана направлены 2-я пехотная бригада «Кармели» и 205-я бронетанковая бригада «Эгроф ха-Барзель» из состава 146-й бронетанковой дивизии «Ха-Мапац». Огневую поддержку частям дивизии оказывает 213-я артиллерийская резервная бригада «Ха-Ткума».
В 20-х числах октября была мобилизована и введена в южную часть Ливана 55-я резервная воздушно-десантная бригада «Ход ха-Хани́т» из состава 98-й дивизии.
В начале ноября появились сведения о действиях на юге Ливана 646-й резервной парашютно-десантной бригады «Шуалей Маром», переданной в оперативное подчинение 146-й бронетанковой дивизии.
На юге Ливана действует подразделение альпинистов из вновь сформированной 810-й резервной территориальной бригады «Ха-Харим» (из состава 210-й территориальной дивизии «Ха-Башан»), специализирующееся на действиях в горной местности.
В ноябре-декабре 2024 года в новостях появились упоминания о том, что 300-я территориальная пехотная бригада «Барам» из состава 91-й дивизии, переданная в оперативное подчинение штабу 146-й дивизии, и 226-я резервная парашютно-десантная бригада «Нешер» из состава 146-й дивизии занимаются устранением террористических угроз на юге Ливана.

## Ход событий

### Первый этап: Бомбардировки
23 сентября ЦАХАЛ заявил, что атаковал восемьсот военных объектов «Хезболлы» в южном Ливане и долине Бекаа. Сообщается, что в результате авиаударов был убит высокопоставленный командир «Хезболлы» по имени Али Абурия. «Хезболла» выпустила до 150 ракет по Израилю.
24 сентября ЦАХАЛ начала новую волну атак на объекты «Хезболлы» в Ливане. За сутки были нанесены удары по 1500 целям на юге Ливана и в долине Бекаа, также, по заявлению ЦАХАЛ, был нанесен точечный удар по Бейруту.
25 сентября АОИ приняла решение мобилизовать две резервные бригады для выполнения задач на северном фронте. Тем же днем «Хезболла» обратилась за помощью к Ирану, но Тегеран ответил отказом, сославшись на «не подходящее время» и участие в 79-й сессии Генеральной Ассамблеи ООН. Военно-воздушные силы Израиля атаковали ущелье, по которому протекает река Нахр-Ибрахим на севере Ливана. Удары были нанесены по объектам в провинции Джбейль, где проживает в основном христианское население. «Хезболла» попыталась нанести удар по штаб-квартире израильской спецслужбы «Моссад» дальнобойной ракетой «Кадир-1» класса «земля—земля», системы ПВО перехватили ракету. Также начальник Генштаба Армии обороны Израиля Герци Халеви заявил, что АОИ готовится к наземному манёвру в Ливане.
26 сентября «Исламское сопротивление Ирака» заявило о нанесении удара по городу Эйлат в южной части Израиля. Израиль точечным ударом уничтожил командира воздушных сил «Хезболлы» Мухаммеда Хусейн Срур.
27 сентября вооружённые силы Израиля ударили по военному объекту в Сирии на границе с Ливаном. Также ВВС Израиля нанесли не менее 10 ракетных ударов по южной окраине Бейрута, где расположены штабные офисы ливанской террористической группировки «Хезболла». Армия Израиля нанесла удары по военным объектам и отрядам боевиков «Хезболлы» на юге Ливана.
В ночь с 27 на 28 сентября боевики «Хезболлы» нанесли ракетные удары по населённым пунктам Израиля. Днем 28 сентября «Хезболла» официально подтвердила смерть Хасана Насраллы и объявила о первой атаке по Израилю после его смерти. Иран в ближайшие дни примет решение о вводе войск в Ливан, а также призвал все мусульманские страны объединить усилия и ресурсы для сдерживания Израиля. Позже первый вице-президент Ирана Мохаммад Реза Ареф заявил, что убийство лидера «Хезболлы» приведет к уничтожению Израиля.
29 сентября ВВС нанесли серию ударов по объектам группировки «Хезболлы». В пресс-службе ЦАХАЛ сообщили, что операция по ослаблению потенциала группировки продолжается и АОИ не собираются останавливаться на ликвидации Хасана Насраллы. Позже Израильская армия объявила о ликвидации в Ливане члена центрального совета «Хезболлы» Набиля Каука. Боевики «Хезболлы» заявили, что выпустили ракеты по городу Цфат, а также нескольким поселениям на севере Израиля. К концу дня, Израильские ВВС завершили мощную волну ударов по объектам «Хезболлы».
30 сентября Израиль предупредил Вашингтон о планируемой наземной операции на юге Ливана, которая может начаться в ближайшее время. Иран не планирует направлять свои войска на помощь «Хезболле», Ливан доказал, что может сам за себя постоять. Израильские военные уничтожили склад с ракетными установками, принадлежавший «Хезболле». Армия обороны Израиля (ЦАХАЛ) объявила закрытой военной зоной район трех населённых пунктов возле границы с Ливаном. Ливанская армия отступает с некоторых позиций вблизи ливано-израильской границы.

### Второй этап: Наземная операция
Октябрь
В ночь с 30 сентября на 1 октября армия обороны Израиля начала наземную операцию в Ливане, сообщается о прорывах израильских военных сразу на нескольких участках границы. Позже танки израильской армии вошли в населённый пункт Рмейш.
США предупредили Израиль о возможной ракетной атаке со стороны Ирана. Армия обороны Израиля сообщила о запуске ракет со стороны Ирана, по всему Израилю прозвучал сигнал ракетной тревоги. Одна из ракет упала в открытой местности. Часть ракет ударили по району Нецарим в секторе Газа, поразив израильскую бронетехнику. При ракетной атаке на Тель-Авив пострадали 2 мирных жителя. В городе Иерихон на Западном берегу Иордана от иранской ракеты погиб палестинский рабочий. Корабли ВМС США в Средиземном море в ходе атаки Ирана на Израиль сбили несколько ракет ВВС Великобритании также оказывали военную поддержку Израилю. Часть обломков ракет упали в Иордании, пострадали три человека.
По утверждению иранского агентства Shafaqna, одним из результатов ракетной атаки стало уничтожение более 20 израильских самолётов F-35. Также Иран отчитался о поражении израильских газовых платформ рядом с Ашкелоном. Армия обороны Израиля готовится к ответным атакам по Ирану.
По мнению военных экспертов, ответный удар по Ирану со стороны Израиля может быть ядерным.
2 октября израильская армия несмотря на атаку Ирана, намерена и дальше продвигаться вглубь территории Ливана. Начальник Генштаба израильской армии Герци Халеви заявил, что ответ Израиля на атаку Ирана неизбежен. Он отметил, что израильские военные способны атаковать любую точку на Ближнем Востоке и готовы доказать это. Боевики «Хезболлы» заявили, что нанесли удар по крупному скоплению израильской армии в районе населённого пункта Мисгав Ам, который недавно был объявлен закрытой военной зоной.
4 октября ВВС Израиля нанесли удар по главному пограничному КПП Маснаа на ливано-сирийской границе, а также по туннелю длиной 3,5 км на границе Ливана и Сирии, который использовался для перевозки и хранения оружия. По заявлениям ЦАХАЛ, израильская армия за четыре дня операции на юге Ливана уничтожила в ходе воздушных ударов и наземных атак около 250 террористов «Хезболлы». ВВС Израиля нанесла авиаудар по подземному бункеру ливанской группировки «Хезболла» в пригороде Бейрута.
5 октября появились сообщения о гибели главы исполнительного совета «Хезболлы» Сафи ад-Дина в результате авиаудара израильских ВВС по подземному бункеру группировки в пригороде Бейрута днем ранее. Ожидается, что командующий Центральным командованием США (CENTCOM) генерал Майкл Курилла прибудет в Израиль в течение 24 часов для координации ответа на иранскую ракетную атаку. Премьер-министр Израиля Беньямин Нетаньяху в своём обращении к нации анонсировал массовый удар по Ирану. Израильские власти не дали Соединённым Штатам гарантий того, что не будут наносить удары по объектам ядерной инфраструктуры Ирана.
8 октября 146-я бронетанковая дивизия «Ха-Мапац» ЦАХАЛ начала «ограниченные, локализованные, целевые оперативные действия» против объектов и инфраструктуры боевиков «Хезболлы» на юго-западе Ливана. Бойцы ЦАХАЛ подняли израильский флаг в деревне Марун-эр-Рас на юге Ливана. В результате высокоточного удара ВВС Израиля был ликвидирован командир штаба «Хезболлы» Сухаил Хуссейн Хуссейни, занимавшийся логистикой и поставками вооружений из Ирана.
11 октября «Хезболла» поставила перед собой задачу нанести поражение Израилю и силой заставить его прекратить огонь на юге Ливана.
12 октября Армия обороны Израиля расширила закрытую зону. Согласно публикации, в неё будут включены Зарит, Шомера, Штула, Нетуа и Эвен Менахем. Въезд в них будет запрещен с 20:00 12 октября. По заявлениям ряда арабских СМИ, израильские военные пересекли израильско-сирийскую границу и начали укреплять свои позиции на занятых территориях.
13 октября миротворцы ООН в Ливане сообщили о пересечении израильскими силами демаркационной линии на границе с Ливаном, что стало причиной инцидента с проникновением танков на территорию объекта ООН.
18 октября «Хезболла» объявила о «новой фазе эскалации противостояния» с Израилем.
19 октября Боевики «Хезболлы» совершили покушение на премьер-министра Израиля Беньямина Нетаньяху. Беспилотник «Зияд-107» атаковал резиденцию премьера в Кесарии в тот момент, когда его там не было.
21 октября авиация Израиля нанесла удар по столице Сирии — Дамаску. Целью был командир отдела денежных переводов «Хезболлы», который был убит в ходе атаки.
Рано утром 26 октября Армия обороны Израиля нанесла удары по иранским военным объектам. В атаке участвовало свыше 100 самолётов, в том числе стелс-истребители F-35. О готовящихся атаках Израиль уведомил США. Также Израиль нанёс предварительные удары по иранским радарам в Сирии.
Ноябрь
3 ноября бойцы спецназа «Эгоз» под руководством штаба 210-й дивизии провели спецоперацию в Сирии в районе Голанских высот (район Сайда), взяв в плен работавшего на иранскую разведку Али Сулеймана аль-Асси.
22 ноября ассоциированные с «Хезболлой» сайты Al-Manar и Al-Akhbar сообщили, что израильские военные под прикрытием артиллерийского огня вошли в деревню Дейр-Мимас, расположенную на берегу реки Литани, выход на рубеж которой был заявлен как цель наземной операции.

### Период перемирия
Пресс-служба ливанской армии обвинила Израиль в нарушении соглашения о перемирии.
Премьер-министр Израиля Биньямин Нетаньяху отдал приказ Армии обороны Израиля готовиться к «полномасштабной войне» в случае срыва перемирия в Ливане.

## Переговоры
24 ноября 2024 года премьер Израиля Биньямин Нетаньяху в ходе консультаций по вопросам безопасности с израильскими официальными лицами «в принципе» одобрил намечающееся соглашение с ливанской группировкой «Хезболла».

### Приостановка конфликта
26 ноября 2024 года правительство Израиля заключило соглашение о временном прекращении военных действий в Ливане против «Хезболлы». В договорённости, которую Израиль смог заключить с Ливаном благодаря посредничеству Джо Байдена и администрации США, сказано, что Израиль прекращает боевые действия в Ливане в течение 60 дней. Соглашение вступило в силу 27 ноября 2024 года. Израиль утверждает, что эта договорённость может стать основой для долговременного перемирия. Премьер-министр Израиля Беньямин Нетаньяху заявил, что готов выполнить соглашение о прекращении огня, добавив, что «решительно ответит на любые нарушения».

Если «Хезболла» нарушит соглашение и попытается перевооружиться — мы атакуем. На каждое нарушение мы будем отвечать силой.

Соглашение о прекращении огня на основе резолюции ООН 1701 вынудило «Хезболлу» отступить за реку Литани. Это уменьшило её возможности в отношении обстрелов Израиля и в целом интенсивного участия в конфликте с Израилем. Эксперты оценивают ситуацию как стратегическое поражение «Хезболлы».

## Потери
Потери «Хезболлы» составили около 4000 погибших боевиков. По данным саудовского телеканала «Аль-Хадат», также было ранено 3000 боевиков, и 2000 дезертировали после гибели главы группировки Хасана Насраллы. По данным ливанских властей, с октября 2023 по 18 февраля 2025 года в стране погибло 3823 человека, большинство из них после 30 сентября 2024 года.
Израильские потери составили 80 военных и 47 мирных жителей.

### Ликвидация лидеров «Хезболлы»
| Дата       | Имена                      | Статус |
| ---------- | -------------------------- | --- |
| 30.07.2024 | Фуад Шукр («Призрак»)      | Один из основателей и самых высокопоставленных оперативников «Хезболлы»                                                                          |
| 20.09.2024 | Ибрагим Акиль              | Второе лицо в иерархии «Хезболлы», разыскивался США в связи с причастностью к взрыву казарм миротворцев в Бейруте и нападению на посольство США. |
| 23.09.2024 | Али Абурия                 | Заместитель командира ракетного подразделения «Хезболлы»                                                                                         |
| 26.09.2024 | Мухаммед Хусейн Срур       | Командир воздушных сил «Хезболлы» Мухаммед Хусейн Срур                                                                                           |
| 27.09.2024 | Хасан Насралла             | Лидер группировки «Хезболла» |
| 28.09.2024 | Али Караки                 | Командир южного командования «Хезболлы» |
| 20.09.2024 | Набиль Каук                | Член центрального совета «Хезболлы» |
| 05.10.2024 | Хашим Сафи ад-Дин          | Глава исполнительного совета «Хезболлы» |
| 10.10.2024 | Вафик Сафа                 | Один из лидеров Хезболлы, ответственный за переговоры с другими ливанскими партиями и течениями, а также с Израилем                              |
| 11.10.2024 | Эриб аль-Шаджа             | Командир ракетных войск спецподразделения «Хезболлы»                                                                                             |
| 14.10.2024 | Мухаммад Камаль Наим       | командир противотанкового ракетного комплекса в подразделении «Радуан»                                                                           |
| 16.10.2024 | Джаляль Муцтафа Харири     | командир района Кана |
| 17.10.2024 | Хосейн Мухаммад Ауачу      | командир батальона |
| 18.10.2024 | Насер Абед Эльазиз Рашид   | заместитель командира в районе Бинт-Джбель |
| 04.11.2024 | Абу Али Рида               | полевой командир |
| 06.11.2024 | Хуссейн Абд аль-Халим Харб | полевой командир, ответственный за ракетные обстрелы Израиля                                                                                     |

### Потери третьей стороны
Пять сирийских военнослужащих погибли в момент израильского удара по цели на границе Ливана и Сирии 27 сентября.

## Иностранная поддержка

### Ливан
3 октября Ливан запросил у России дипломатическую поддержку в связи с конфликтом на его территории. Иран оказывает всю необходимую помощь ливанской группировке «Хезболла».

### Израиль
С начала конфликта США и Великобритания оказывали военную поддержку Израилю. 1 октября во время иранского ракетного удара по еврейскому государству ВМС США и ВВС Великобритании перехватывали ракеты, летящие в сторону Израиля.
12 октября стало известно, что США планируют передать Израилю систему ПРО высотного перехвата THAAD (Terminal High Altitude Area Defense) для отражения потенциальной атаки баллистическими ракетами со стороны Ирана.

## Международная реакция
Министерство иностранных дел Египта призвало международные державы и ООН немедленно вмешаться, чтобы остановить «опасную эскалацию Израиля в Ливане».
Представитель МИД РФ Мария Захарова заявила, что Россия осуждает военные действия Израиля против Ливана, в том числе неизбирательные удары по жилым районам, а также призывает стороны к переводу конфликта в русло политико-дипломатического урегулирования.
Иран призвал созвать срочное заседание Совета Безопасности ООН из-за атак Израиля в Ливане.
Премьер-министр Италии Джорджа Мелони как руководитель страны-председателя G7 призвала страны к де-эскалации конфликта, защите гражданских лиц, а также обеспечению безопасности миротворческого контингента ЮНИФИЛ, расположенного на юге Ливана, в составе которого есть также итальянские солдаты. Министр обороны Италии Гвидо Крозетто заявил, что итальянский военный персонал в Ливане занял безопасные позиции. 1 000 итальянских солдат расположены в Ливане в рамках миссии ЮНИФИЛ. Ещё 200 солдат расквартированы в Бейруте в рамках итальянской военной миссии в Ливане.
Пресс-секретарь ЮНИФИЛ Андреа Тененти заявил, что ЮНИФИЛ не собирается покидать территории Ливана.